# Valentin Darbellay
Valentin Darbellay (19 novembre 1997) è un ciclista su strada ed ex sciatore alpino svizzero che corre per il team Elite Fondations. È ciclista professionista dal 2024.

## Palmarès
- 2023 (Elite Fondations Cycling Team, quattro vittorie)

GP de la Pédale Romande
Classifica generale Triptyque Ardennais
Grand Prix de Cours-la-Ville
2ª tappa Tour de Namur (Couvin > Couvin)

### Altri successi
- 2023 (Elite Fondations Cycling Team)

Classifica a punti Triptyque Ardennais

## Piazzamenti

### Classiche monumento
- Giro di Lombardia

2024: 104ª